# Juin 1953

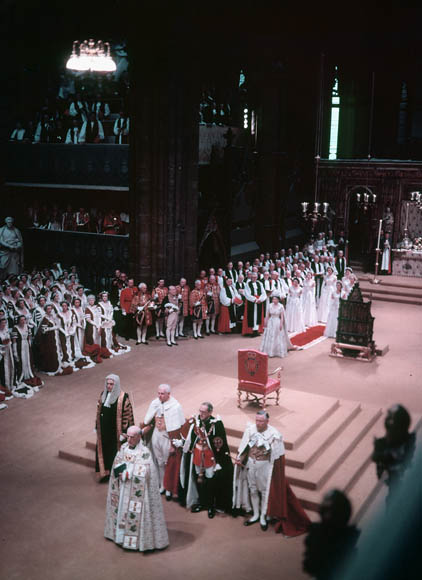
Couronnement de la Reine Elizabeth II le 2 juin 1953

## Évènements
- 1er juin : création de la patrouille acrobatique Thunderbirds.

- 2 juin : 
  - Cérémonie du couronnement d'Élisabeth II (officiellement reine du Royaume-Uni et du Commonwealth depuis le 6 février 1952) - Première retransmission internationale d'un événement en direct par la télévision[1].
  - Le prince Akihito, héritier du trône du Japon, visite l’Europe à l’occasion du couronnement de la reine d’Angleterre.

- 3 juin : discours de Pierre Mendès France : Gouverner, c'est choisir[2].

- 4 juin, France : investiture manquée de Pierre Mendès France.

- 7 juin, (Formule 1) : Grand Prix automobile des Pays-Bas.

- 10 juin, Canada : début de l'Affaire Coffin.

- 13 juin : 
  - le général Gustavo Rojas Pinilla prend le pouvoir en Colombie avec l’appui des partis politiques pour mettre fin à la violence (fin en 1957). Mais la situation empire dans les campagnes. Rojas Pinilla veut détruire le système bipartisan, ce qui provoque la réaction immédiate des deux partis traditionnels.
  - Départ de la vingt et unième édition des 24 Heures du Mans.

- 14 juin : 
  - victoire de Tony Rolt et Duncan Hamilton sur une Jaguar aux 24 Heures du Mans.
  - Premier vol de l'avion de transport britannique Blackburn Beverley.

- 15 juin : l’Union soviétique et les pays du Pacte de Varsovie reprennent les relations diplomatiques avec la République fédérale populaire de Yougoslavie[3].

- 16 - 17 juin : émeutes de 1953 en Allemagne de l'Est. Les manifestants réclament l'abaissement des cadences de production et des élections libres. L’état de siège est proclamé. La répression soviétique et est-allemande fait une cinquantaine de morts et plusieurs milliers d'arrestations[4].

- 18 juin : 
  - Le général Mohammed Naguib proclame la République en Égypte. La Grande-Bretagne accepte de retirer ses troupes de la zone du canal de Suez et de hâter l’émancipation du Soudan.
  - Calouste Gulbenkian lègue sa collection à la ville de Lisbonne, future Fondation Gulbenkian à but charitable, artistique, éducatif et scientifique[5] (1956).
  - Premier accident aérien entraînant la mort de plus de 100 personnes. Un Douglas C-124 Globemaster II s'écrase au décollage de la base de Tachikawa entraînant la mort de 129 personnes.

- 19 juin : Ethel et Julius Rosenberg sont exécutés sur la chaise électrique à la prison de Sing Sing. Ils sont accusés d'avoir livré, en 1944, aux Soviétiques des secrets atomiques en provenance du Laboratoire national de Los Alamos, où ils travaillaient[6].

- 21 juin : victoire de Alberto Ascari au Grand Prix automobile de Belgique.

- 23 juin : pour apaiser la situation, le gouvernement est-allemand procède à la révision des normes de productivité qui avaient été le principal facteur de l’insurrection de Berlin-Est.

- 26 juin, URSS : Lavrenti Beria est éliminé pour « activités criminelles et contraires au parti ». Il est jugé, condamné à mort et exécuté le 23 décembre.

- 27 juin, France : début du premier gouvernement Laniel.

- 30 juin : le bombardier SO-4050 Vautour bi-réacteur français de la SNCASO passe le mur du son.

## Naissances
- 1er juin : Jean-Marc Loubier, écrivain.
- 2 juin : Cornel West, philosophe américain.
- 4 juin : Guy Allix, poète et écrivain libertaire
- 6 juin : António Alberto Saraiva, homme d'affaires portugais.
- 7 juin : Johnny Clegg, chanteur sud-africain, militant contre l'Apartheid († 16 juillet 2019).
- 9 juin : Catherine Tourette-Turgis, psychologue et universitaire française
- 11 juin : 
  - José Bové, paysan français et militant altermondialiste.
  - Peter Bergman, acteur américain.
- 12 juin : Jean-Michel Riou, écrivain français.
- 13 juin : Jean de Gaulle, homme politique français (UMP).
- 15 juin : Xi Jinping, actuel Président de la république populaire de Chine depuis 2021 et Secrétariat général du Parti communiste chinois.
- 16 juin : Daniel Cohen, économiste français († 20 août 2023).
- 20 juin :
  - Brian Duffy, astronaute américain.
  - Ulrich Mühe, comédien allemand († 22 juillet 2007).
  - Cécile Bertrand, Illustratrice, dessinatrice de presse et plasticienne belge († 29 février 2024).
- 21 juin : Benazir Bhutto, femme politique, ancien premier ministre du Pakistan († 27 décembre 2007).
- 22 juin : 
  - Cyndi Lauper, chanteuse américaine.
  - Jean-Maurice Ripert, diplomate français, ambassadeur de France et vice-président de l'Association française pour les Nations unies.
- 23 juin : Albina Guarnieri, femme politique canadienne.
- 24 juin : Sergueï Chepik, peintre russe naturalisé français († 18 novembre 2011).
- 27 juin : Kem Sokha, homme politique cambodgien.

## Décès
- 3 juin : Pierre-Paul Ulmer, résistant français et compagnon de la libération (° 29 août 1911).
- 16 juin : Margaret Bondfield, première femme ministre au Royaume-Uni[7] (° 17 mars 1873).
- 19 juin : Ethel et Julius Rosenberg, espions (?) américains condamnés à mort (elle ° 28 septembre 1915, lui ° 12 mai 1918).
- 20 juin : Henri De Man, homme politique belge (° 17 novembre 1885).